# おはしも
おはしもとは、火災や地震において、避難するときの心得を示す防災標語である。過去には「お・は・し」と習い、一部地域では「お・は・し・も・て」と習うこともある。

## 意味

### お
おはしもの「お」は「押さない」を意味する。火災現場から逃れるために人を押すと、避難に支障が出る。

### は（か）
走らない（駆けない）。

### し
しゃべらない。

### も
もどらない。

### て
低学年が優先。(一部の地域のみ。)

## 背景
1995年1月17日に発災した兵庫県南部地震（阪神淡路大震災）を機に、消防庁によって教育指導ガイドラインに記され、この防災標語は全国の小学校に広まった。